# Afghaanse nationale defensie- en veiligheidstroepen
De Afghaanse nationale defensie- en veiligheidstroepen (Engels: Afghan National Defense and Security Forces, ANDSF) bestonden uit de krijgsmacht en veiligheidsdiensten van de voormalige Islamitische Republiek Afghanistan.

## Organisatie
- Ministerie van Defensie (Afghanistan) [en][1]
  - Afghaans nationaal leger (Engels: Afghan National Army, ANA)[1][2]
    - Speciale operatiecommando van het Afghaans nationaal leger (Engels: Afghan National Army Special Operations Command, ANASOC)[3]
      - Speciale missievleugel (Engels: Special Mission Wing, SMW)[4][5]

    - Afghaanse grenstroepen (Engels: Afghan Border Force, ABF)
    - Afghaanse nationale civiele ordetroepen (Engels: Afghan National Civil Order Force, ANCOF)

  - Afghaanse luchtmacht (Engels: Afghan Air Force, AAF)[1]

- Ministerie van Binnenlandse Zaken (Afghanistan) [en][1]
  - Afghaanse nationale politie (ANP)[1]
    - Afghaanse geüniformeerde politie (Engels: Afghan Uniformed Police, AUP)
    - Openbare veiligheidspolitie (Engels: Public Security Police, PSP)
    - Afghaanse grenspolitie (Engels: Afghan Border Police, ABP)
    - Algemeen directoraat voor inlichtingen en criminaliteitsbestrijding (Engels: General Directorate for Intelligence and Counter Crime, GDICC)
    - Afghaanse openbare beschermingstroepen (Engels: Afghan Public Protection Force, APPF)
    - Anti-narcoticapolitie van Afghanistan (Engels: Counter Narcotics Police of Afghanistan, CNPA)
    - Afghaanse lokale politie (ALP)

  - Algemeen commando van speciale politie-eenheden (Engels: General Command of Police Special Units, GCPSU)[1][3]
    - Afghan Territorial Force (ATF) 444
    - Crisis Response Unit (CRU) 222
    - Commando Force (CF) 333

De speciale eenheden van de NAVO trainden, adviseerden en assisteerden de ANASOC, SMW en GCPSU, die gezamenlijk bekend stonden als de Afghaanse speciale veiligheidstroepen (Engels: Afghan Special Security Forces, ASSF). De ASSF werd omschreven als de "primaire offensieve kracht van de ANDSF".
Het Nationaal Veiligheidsdirectoraat (Engels: National Directorate of Security, NDS) was de staatsinlichtingen- en veiligheidsdienst van de Islamitische Republiek Afghanistan en maakte deel uit van de ANDSF. Het NDS rapporteerde rechtstreeks aan de president van Afghanistan.